# Glace à l'italienne
Pour les articles homonymes, voir Glace (homonymie) et Italien (homonymie).
La glace à l'italienne ou crème molle au Québec (calque de l'anglais soft serve) est une crème glacée très aérée, variante du gelato de la cuisine italienne. Généralement vendue en rue,  elle est souvent préparée sur place avec une machine spéciale, et servie dans un cornet à glace. D'abord commercialisée aux États-unis dans les années 1930, proche du gelato alla spina (it) d'Italie, elle se répand progressivement en Europe et dans le monde.

## Historique
La glace à l'italienne est créée dans les années 1930 aux États-Unis, avec diverses revendications de ses origines.

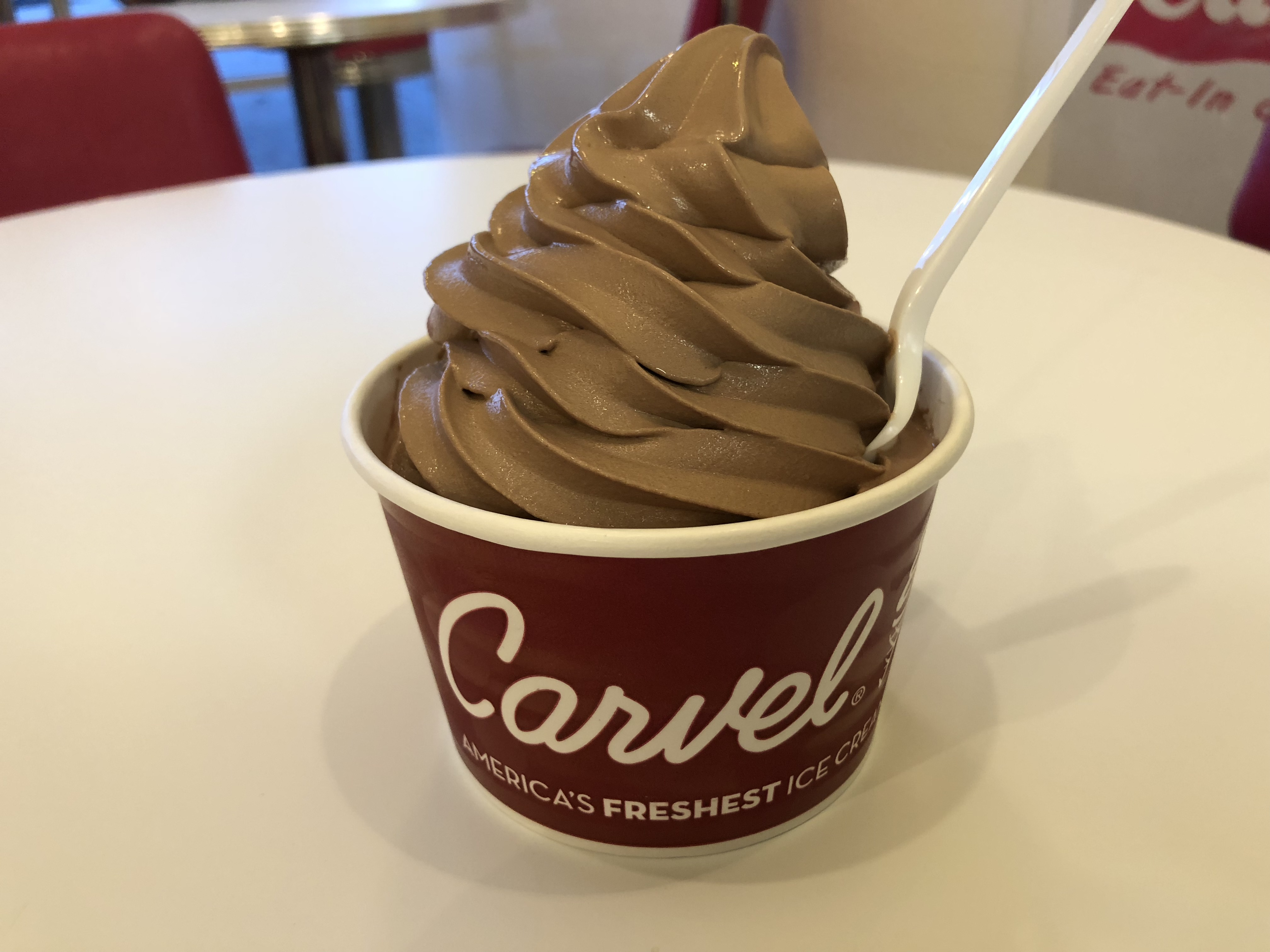

Tom Carvel (en), vendeur de crème glacée dans un camion réfrigéré ambulant (ice cream van (en)) de l'État de New York, l'aurait inventée en 1934. À la suite d'une crevaison de pneu, il aurait alors écoulé avec succès son stock de crème glacée partiellement fondue. Il ouvre alors son premier commerce glacier « Carvel (franchise) (en) » en 1936, avec une recette de crème glacée molle de sa composition, préparée par des machines à crème glacée brevetées à très basse température, développé depuis en chaîne de franchises de plus de 400 boutiques aux États-Unis.

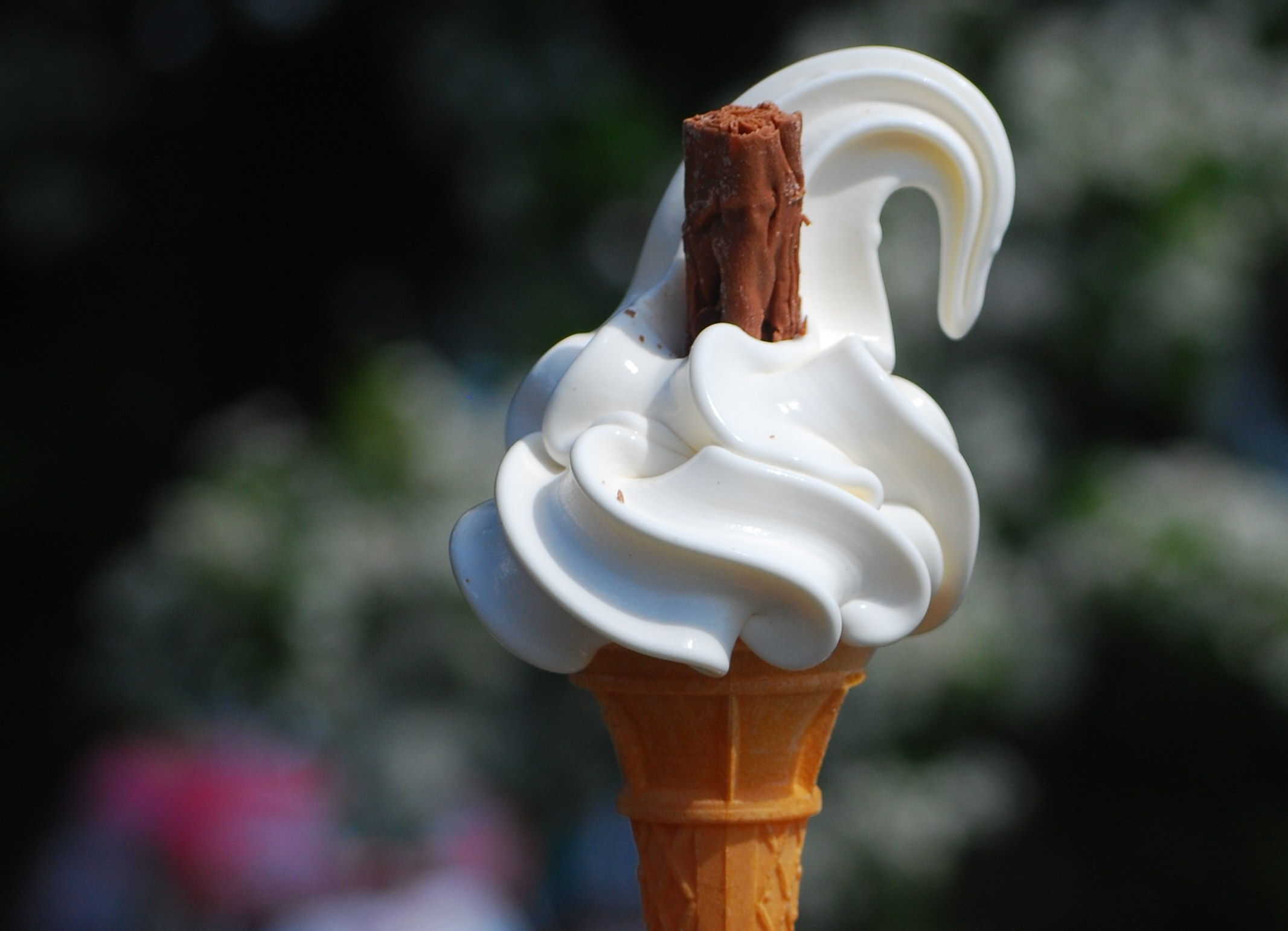
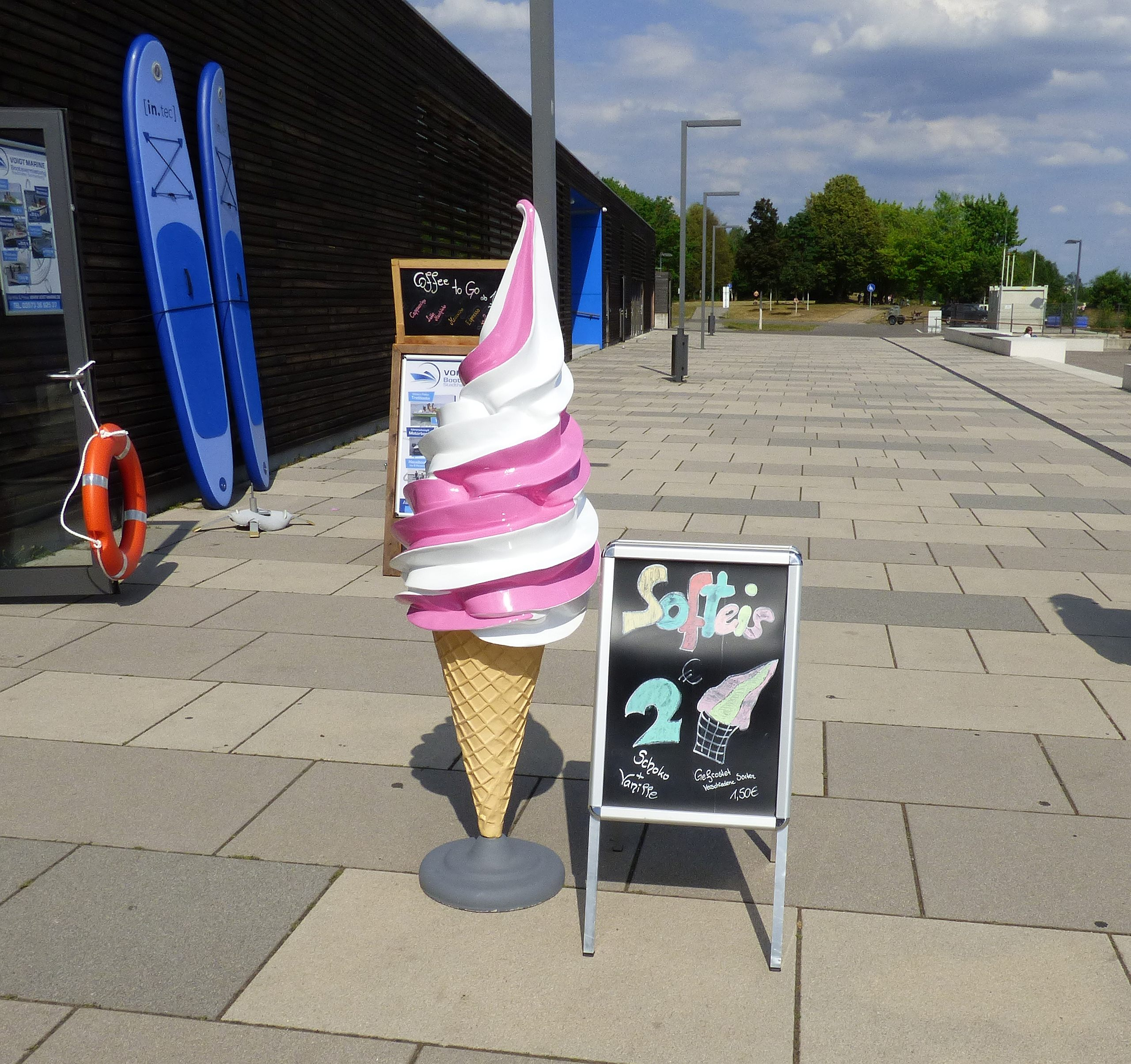
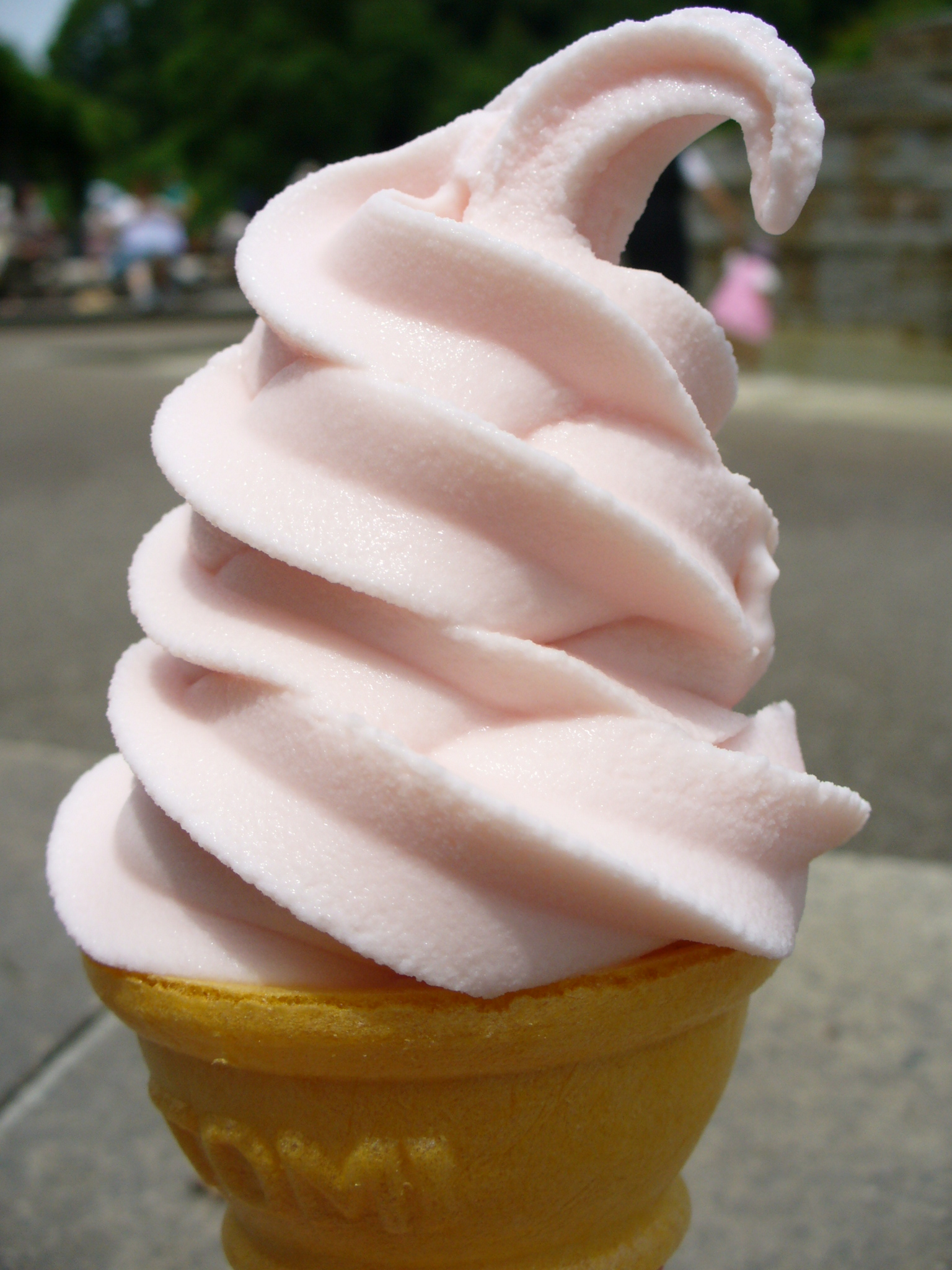

J. F. McCullough  et son fils revendiquent également la création de cette recette en 1938, dans l'Illinois, où ils ont ouvert leur premier restaurant Dairy Queen à Joliet (Illinois) en 1940, développé depuis en franchise de plus de 4 000 restaurants aux États-Unis.
La société britannique J. Lyons and Co. (en) introduit la glace à l'italienne au Royaume-Uni en 1951,, avec parmi ses effectifs de l'époque une jeune chimiste agroalimentaire du nom de Margaret Thatcher (future Premier ministre du Royaume-Uni, à qui le mythe prête une participation dans la conception de la variante britannique de cette glace,).

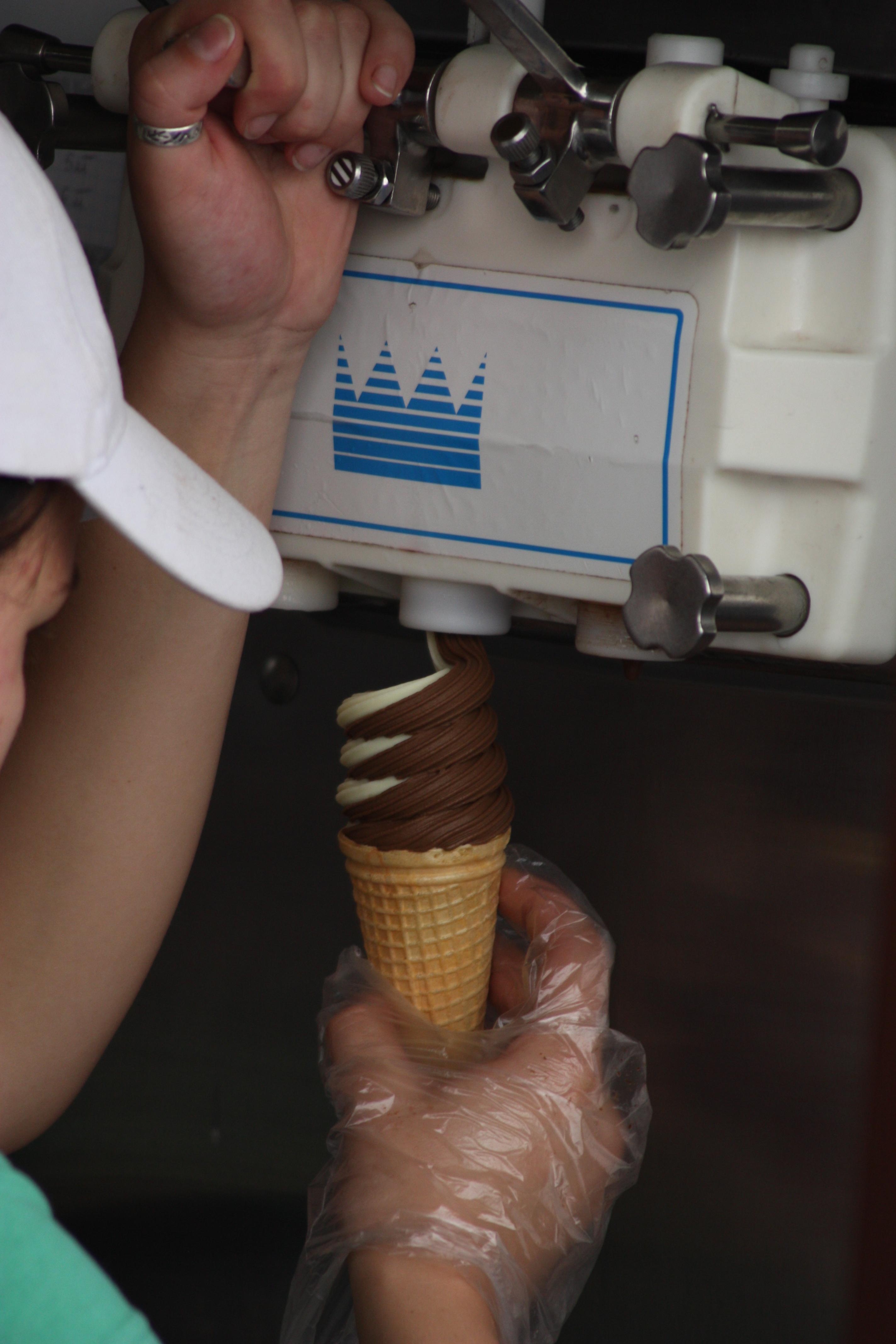
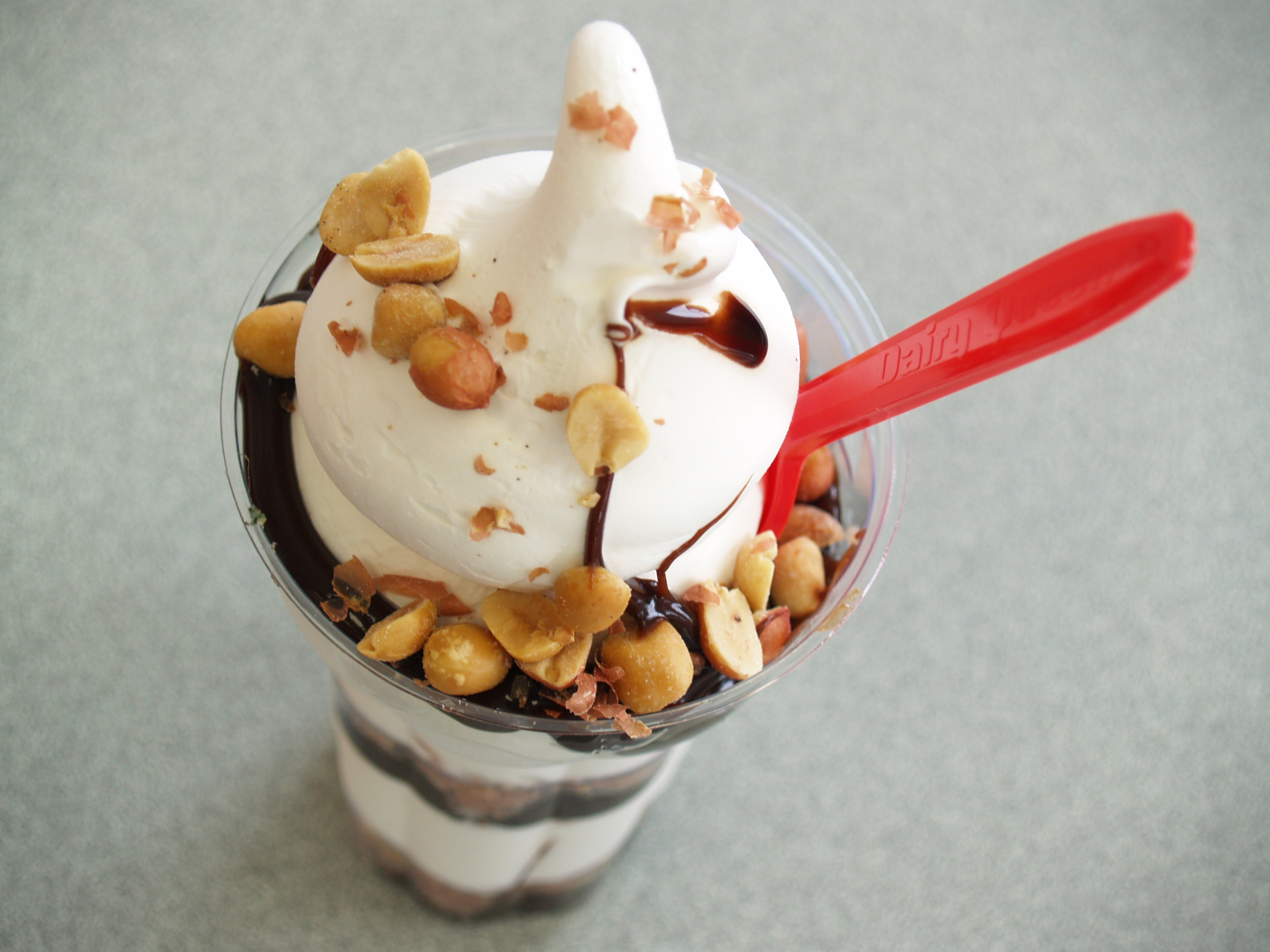
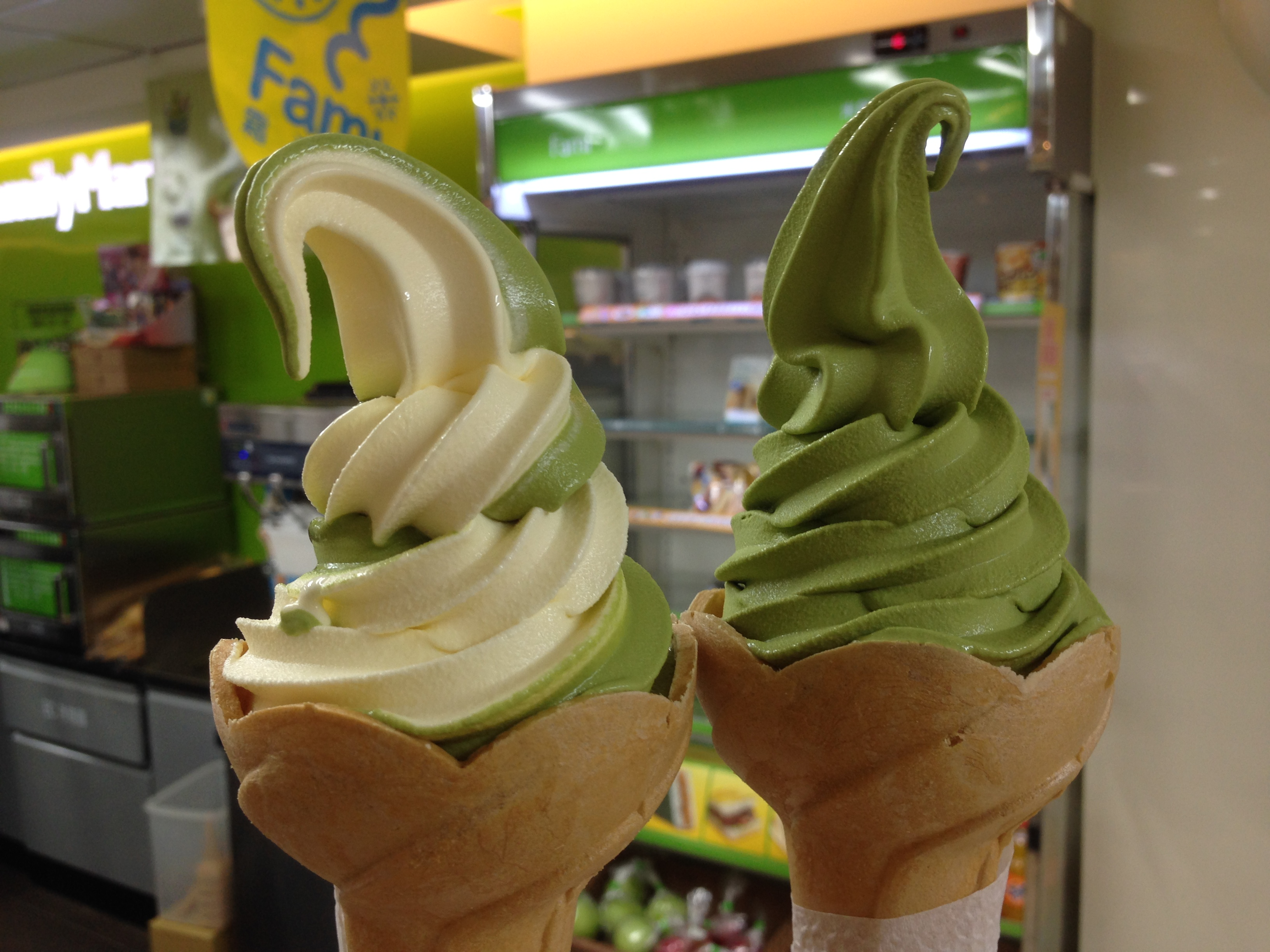
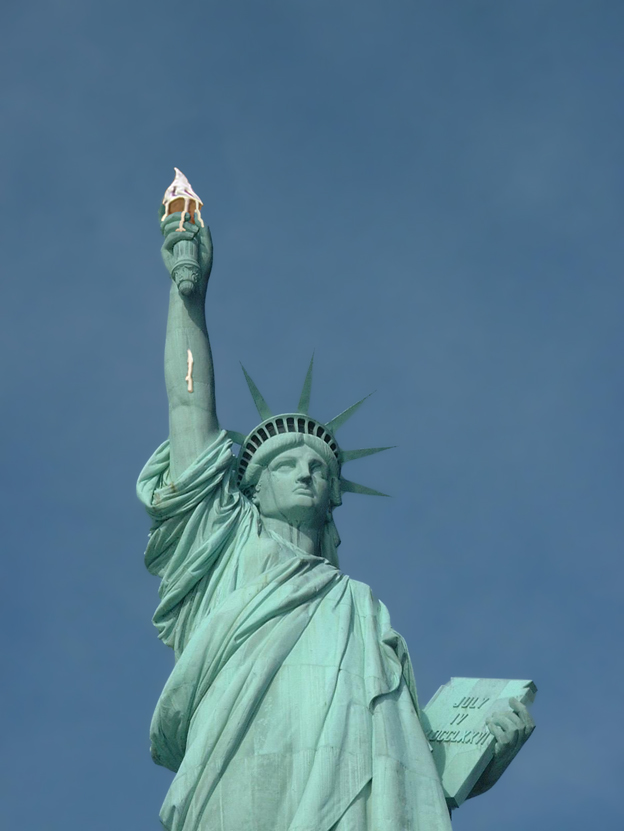

## Recette
La consistance particulière de la crème glacée molle est obtenue en utilisant un mélange d'environ 3 à 6 % de crème liquide pasteurisée, d'environ 75 % de lait, de sucre, de différentes saveurs (telles que vanille, chocolat, banane, fraise...) et d'environ 40 % d'air, le tout conservé en mouvement constant à environ −6 °C dans une machine spéciale, et servi au moment de la vente en cornet à glace.